# داوید کابررا
داوید کابررا (اسپانیایی: David Cabrera‎؛ زادهٔ ۲۷ ژانویهٔ ۱۹۴۹) بازیکن فوتبال اهل السالوادور بود.
از باشگاه‌هایی که در آن بازی کرده‌است می‌توان به باشگاه فوتبال فاس اشاره کرد.
وی همچنین در تیم ملی فوتبال السالوادور بازی کرده‌است.